# Wellesley College
Wellesley College patří mezi prestižní university USA. Jedná se o dívčí školu, jež je členem původního sesterstva sedmi (Seven Sisters). Její název college dává vědět, že jejím hlavním zaměřením jsou bakalářské obory, a to především humanitního typu. Tato škola však nabízí i 2 magisterské programy, a to především pro méně rozvinuté země. Prestiží si vůbec nezadá třeba i s Ivy League.

## Významné osobnosti
- Pamela Melroy - astronautka
- Emilie Benes Brzezinski – výtvarnice a sochařka
- Hillary Rodham Clinton - bývalá senátorka, první dáma a ministryně zahraničních věcí, neúspěšná kandidátka na prezidenta USA
- Madeleine Albright - bývalá ministryně zahraničí USA

## Odrazy v kultuře
- V prostředí zdejší školy se odehrává převážná část amerického filmu Úsměv Mony Lisy z roku 2003 režiséra Mike Newella.